# Achim Hill
Achim Hill   (Berlín, 1 d'abril de 1935 - Berlín, 4 d'agost de 2015) fou un remador alemany, guanyador de dues medalles olímpiques.
Va participar, als 25 anys, en els Jocs Olímpics d'Estiu de 1960 realitzats a Roma (Itàlia), on aconseguí guanyar la medalla de plata en la prova masculina de scull individual en nom de l'Equip Unificat d'Alemanya. En els Jocs Olímpics d'Estiu de 1964 realitzats a Tòquio (Japó) aconseguí revalidar el seu metall olímpic en la mateixa prova. En els Jocs Olímpics d'Estiu de 1968 celebrats a Ciutat de Mèxic (Mèxic), i en representació de la República Democràtica Alemanya (RDA), finalitzà en cinquena posició en la prova de scull individual masculí.
El 1962 va prendre part en el Campionat del món de rem. En aquell moment la FISA no reconeixia l'Alemanya de l'Est, de manera que només es permetia una tripulació alemanya per prova. Les proves de selecció entre tripulacions d'Alemanya de l'Est i de l'Oest es van celebrar el dia abans dels campionats, amb equips d'Alemanya Occidental guanyant en sis de les set categories. Hill va ser l'únic alemany oriental que es va classificar.
El 1966 va guanyar la Diamond Challenge Sculls, la principal prova de sculls individuals, a la Henley Royal Regatta, remant per al BSGM Baumschuleneweg.
El 1973 es va casar amb Gisela Jäger. Va estudiar construcció d'avions a Berlín Oriental abans que l'aixecament del mur i després es va traslladar a Dresden, on es va graduar com a enginyer a l'Institut de Vehicles Ferroviaris.